# Поширення радіохвиль
Поширенням радіохвиль у просторі — поведінка радіохвиль, коли вони подорожують або поширюються від однієї точки до іншої у вакуумі або в різні частини атмосфери.:26‑1 Подібно світловим хвилям, на радіохвилі впливають явища відбиття, заломлення, дифракції, поглинання, поляризації та розсіювання. Розуміння впливу змінних умов на розповсюдження радіохвиль має багато практичних застосувань, від вибору частот для аматорського радіозв’язку, міжнародних короткохвильових мовників до проектування надійних мобільних телефонних систем, радіонавігації та роботи радарних систем.
На практиці, для радіопередачі використовуються кілька різних типів розповсюдження. Поширення в прямій видимості означає радіохвилі, які поширюються по прямій лінії від передавальної до приймальної антени. Передача по лінії прямої видимості використовується для радіопередач на середні відстані, як-от мобільні телефони, радіотелефони, рації, бездротові мережі, FM-радіо, телевізійне мовлення, радар і супутниковий зв’язок (наприклад, супутникове телебачення). Передача в прямій видимості на поверхні Землі обмежена відстанню до візуального горизонту, яка залежить від висоти передавальної та приймальної антен. Це єдиний можливий метод розповсюдження на мікрохвильових частотах і вище.
На нижчих частотах у діапазонах середніх, довгих і наддовгих хвиль, дифракція дозволяє радіохвилям огинати пагорби та інші перешкоди і поширюватися за горизонт, слідуючи контуру Землі. Це називаються поверхневими або наземними хвилями. АМ-мовлення та аматорські радіостанції використовують наземні хвилі для покриття зони їхнього мовлення. Коли частота стає нижчою, затухання з відстанню зменшується, тому наземні хвилі від наддовгих (VLF) до надзвичайно довгих (ELF) можна використовувати для зв’язку по всьому світу. Хвилі від VLF до ELF можуть проникати на значні відстані через воду та землю, і ці частоти використовуються для комунікацій із підземними забудовами та військового зв’язку із підводними човнами.
На середніх і коротких частотах радіохвилі можуть заломлюватися від іоносфери. Це означає, що середні та короткі радіохвилі, що передаються під кутом у небо, можуть заломлюватися назад на Землю на великих відстанях за горизонтом – навіть на трансконтинентальних відстанях. Дане явище використовується радіоаматорами для зв'язку з операторами в дальніх країнах і короткохвильовими мовниками для трансляції на міжнародному рівні.
Крім того, існує кілька менш поширених механізмів розповсюдження радіохвиль, таких як тропосферне розсіювання, тропосферний канал (дуктування) на частотах VHF і хвилі з ближнім вертикальним падінням (NVIS), які використовуються, коли необхідний ВЧ-зв’язок у межах кількох сотень кілометрів.

## Поширення радіохвиль у вільному просторі
У вільному просторі, або вакуумі всі електромагнітні хвилі (радіо, світлові, рентгенівські тощо) підпорядковуються закону обернених квадратів, згідно якого щільність потоку енергії електромагнітної хвилі обернено пропорційна квадрату відстані від точкового джерела:
{\displaystyle \rho _{0}\sim {\frac {1}{r^{2}}}}

Швидкість розповсюдження радіохвиль у вакуумі приблизно дорівнює швидкості світла і становить 299 792 458 м/с. У інших середовищах перенесення відбувається з фазовою швидкістю, що відрізняється від швидкості світла і розраховується за формулою:
{\displaystyle \nu ={\frac {1}{\sqrt {\varepsilon _{a}\ \mu _{a}}}}},
де {\displaystyle \varepsilon _{a}=\varepsilon {\varepsilon _{0}}} — абсолютна діелектрична проникність середовища, {\displaystyle \mu _{a}=\mu \mu _{0}} — абсолютна магнітна проникність середовища.

## Способи поширення радіохвиль

### У межах видимості
Цей спосіб поширення радіохвиль можливий за умови прямої видимості між передавальною і приймальною антенами. Найзастосовнішим є метод поширення радіохвиль діапазону УКХ і вищих частот. Прикладом може бути зв'язок між супутником і наземною антеною. Важливим чинником, що слід враховувати за такого способу пересилання, є явище відбиття радіохвиль.
Дальність пересилання на разі дорівнює відстані до горизонту, яка розраховується за такою формулою:
{\displaystyle d\approx 3.57{\sqrt {Kh}},}
де {\displaystyle d} — відстань від антени до горизонту (км), {\displaystyle h} — висота антени (м), {\displaystyle K} — поправочний коефіцієнт, що враховує рефракцію. Як правило, K = 4/3.
Таким чином, при висоті антени 100 м, вона зможе пересилати сигнал на максимальну відстань близько 35 км.
Наступна формула дозволяє розрахувати максимальну дальність зв'язку між двома антенами за умови прямої видимості:
{\displaystyle d\approx 3.57({\sqrt {Kh_{1}}}+{\sqrt {Kh_{2}}}),}
де {\displaystyle h_{1}} — висота першої антени, {\displaystyle h_{2}} — висота другої антени.

### Іоносферне поширення

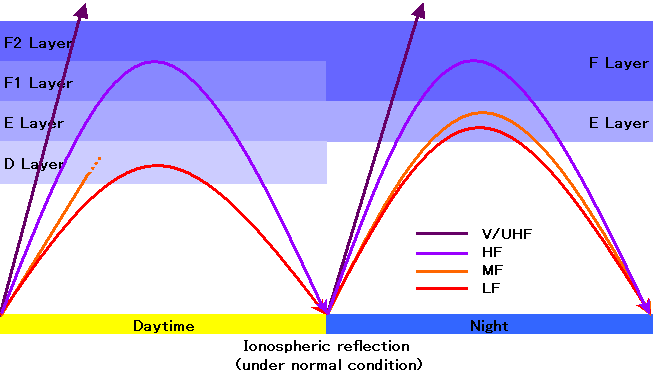
Відбивання радіохвиль від шарів іоносфери вдень і вночі.

Іоносферне поширення радіохвиль можливе в результаті їх відбиття і заломлення в іоносфері.
Іоносфера — область у верхніх шарах атмосфери, що характеризується великим скупченням вільних іонів і електронів. Саме наявність в іоносфері вільних електронів надає можливість радіозв'язку. Іоносфера має властивості відбиття, заломлення і послаблення радіосигналів. Найважливішою областю в іоносфері є F-шар. Завдяки відбиттю радіохвиль від цього шару іоносфери можлива пересилання радіосигналів короткохвильового діапазону на величезні відстані (кілька тисяч кілометрів). Несні властивості F-шару іоносфери були виявлені у 1926 році англійським фізиком Едвардом Епплтоном, тому цей шар також носить назву «шар Епплтона». У найбільш густих областях F шару густина може сягати трильйона електронів на кубічний метр.
Прогнозування методів іоносферного проходження сигналів становить значний інтерес для радіоаматорів. Поширення радіохвиль у реальному часі може бути оцінене шляхом прослуховування сигналів спеціальних радіомаяків (англ. Radio propagation beacon).
Іонізація іоносфери зумовлена, головним чином, випромінюванням від Сонця, і її рівень змінюється з часом. Він залежить від часу доби, пори року, космічної погоди і від багатьох інших зовнішніх впливів.